# Alfred Raport
Alfred Brixius Elisabeth Raport , né le 5 septembre 1892 à Puurs et décédé le 22 septembre 1965  à Louvain est homme politique belge catholique flamand.
Raport fut docteur en droit (Louvain, 1919).
Il fut élu conseiller communal dès 1921 et fut échevin (1927-31; 1945-46) de Louvain; sénateur de l'arrondissement de Louvain (1932-36).

## Généalogie
- Il fut fils de Alfons, conseiller communal/provincial (1863-1942).

## sources
- Bio sur ODIS

1. ↑  « http://www.archiefbank.be/dlnk/AE_13699 »